# 村上由美
村上 由美（むらかみ ゆみ、1968年11月21日 - ）は、日本のフリーアナウンサー。TCP Artist所属。産能大学卒。

## 来歴
富山県出身。
北日本放送 (KNB) を退社後、フリーアナウンサーに転向。上京後、知人からの紹介で競輪関連の業務に携わるようになる。競輪中継のデビューは、2007年5月の松戸競輪場での開催。2017年9月までは、SPEEDチャンネルのキャスターとして各種番組に出演していた。

## 人物
身長157cm。
趣味はスポーツ観戦（競輪）、卓球、バレエ。
子供の頃から、人を楽しませる職業に憧れていた。そのようなことから、一時は吉本興業への就職を考えたこともあったという。

## 担当番組

### テレビ番組
- ズームイン!!朝!（日本テレビ） - 北日本放送中継アナウンサー
- ズームイン!!サタデー（日本テレビ） - 北日本放送中継アナウンサー
- 朝6のってるワイド（北日本放送） - キャスター
- 駅前さんぽ（テレビ東京） - リポーター
- 競輪中継（SPEEDチャンネル、2007年 - ） - MC。2019年度には、主に立川競輪場、弥彦競輪場、富山競輪場からの中継に出演。休催・施設リニューアル工事が行われる前の千葉競輪場中継にも参加しており、2019年8月に川崎競輪場を借り上げて行われた千葉市営開催でもMCを務めた。
- 千葉競輪レースダイジェスト（チバテレ） - キャスター
- 取手競輪レースダイジェスト（チバテレ） - キャスター
- サマーナイトフェスティバル中継 - 司会
- 日本選手権競輪中継 - 司会
- 宝石専門チャンネルGSTV放送番組 - MC

### ラジオ番組
- 立川競輪ウィークリー → 立川KEIRINウィークリー（ラジオ日本） - アシスタント
- BANK OF DREAMS（ラジオ日本） - パーソナリティ